# Novembre (Virginio)
Novembre è il terzo singolo del cantautore Virginio Simonelli, pubblicato il 22 ottobre 2006 dall'Universal ed estratto dall'album Virginio.
Il brano è stato scritto dallo stesso Virginio ed arrangiato in collaborazione con Paolo Agosta ed il successivo 27 ottobre è stato presentato per la prima volta in radio.

## Tracce
1. Novembre – 4:14 (testo: Virginio Simonelli – musica: Paolo Agosta)